# Живко Петков
Живко Стоянов Петков (роден на 15 февруари 1993 г. в Бургас) е български футболист, нападател, който играе за Поморие.

## Кариера
Започва да тренира футбол във футболната паралелка на ОУ „Елин Пелин“ в Бургас под ръководството на Кольо Колев. Харесан е от треньорът Пею Николов и е привлечен в школата на Нафтекс. Последно тренира под ръководството на Владо Стоянов във футболната академия на Черноморец (Бургас). Дебютира в професионалния футбол през пролетта на 2010 г. в Б група. Отбелязва важен гол за победата с 2:0 над Миньор (Перник) на четвъртфиналите за купата. През същата година играе и финал за купата на България срещу Берое (Стара Загора), загубен с 0:1. През есента на 2010 г. представя Черноморец (Бургас) в първенството за юноши до 19 г. Привлечен е в мъжкия отбор на „акулите“ през пролетта на 2011 г., но така и не записва участие в А ПФГ. Завръща се в отбора на Черноморец (Поморие) като преотстъпен. Напуска поморийци през юни 2012 г., когато отбора фалира. Завършва сезон 2012/13 в Нефтохимик с 14 гола като е на второ място сред голмайсторите в Б група. Избран е за играч на сезона на Нефтохимик (Бургас).

## Статистика по сезони[4]
Към 15 юни 2016 г.
| Сезон    | Отбор           | Първенство | Мачове | Голове |
| -------- | --------------- | ---------- | ------ | ------ |
| 2010/пр. | Черноморец (Пм) | Б група    | 10     | 2      |
| 2010/11  | Черноморец (Бс) | А група    | 0      | 0      |
| 2011/12  | Черноморец (Пм) | Б група    | 20     | 6      |
| 2012/13  | Нефтохимик (Бс) | Б група    | 23     | 14     |
| 2013/14  | Нефтохимик (Бс) | А група    | 33     | 4      |
| 2014/15  | Черно море (Вн) | А група    | 18     | 2      |
| 2015/16  | Черно море (Вн) | А група    | 21     | 1      |

## Успехи
Черно море
- Купа на България (1): 2014/15
- Суперкупа на България (1): 2015